# 星級假期
星級假期（英語：Smart Holiday，香港旅行社前牌照號碼：353135）全名大三峽國際旅行社有限公司，業務為長短線中國大陸旅遊，以至東南亞及日本旅遊等，於2007年由前董事和創辦人翁怡輝創立，於2013年1月8日結業。

## 歷史
根據財務資料，負債總額6,000萬港元（包括約2,000名已經報名參與旅行團的旅客受到影響，涉款約280萬港元），被旅行代理商註冊處吊銷牌照。2013年1月30日，香港警務處商業罪案調查科拘捕及檢控包括翁怡輝、翁陞樺、曾經在now電視台擔任體育節目主持的其前女友李依雯，以及其他3人，原因是提供財務報表虛假資料，以進行詐騙財務機構批出貸款，及使到旅行代理商註冊處續批其旅遊公司的牌照，製造資金充足假象。